# Boreoclausia
Boreoclausia – rodzaj widłonogów z rodziny Clausiidae. Podobnie jak inne rodzaje w obrębie tej rodziny obejmuje gatunki będące pasożytami wieloszczetów. Gatunki te stwierdzono w wodach morskich północnej Europy – w południowej części Morza Norweskiego oraz w przybrzeżnych wodach Szkocji i Szetlandów.

## Systematyka
Rodzaj ten wprowadził w 2013 roku międzynarodowy zespół biologów w składzie: Il-Hoi Kim, Andrej Sikorski, Myles O’Reilly i Geoff A. Boxshall dla dwóch nowo opisanych przez siebie gatunków. Na gatunek typowy wyznaczony został Boreoclausia recta.

### Podział systematyczny
Do rodzaju należą następujące gatunki:
- Boreoclausia holmesi Kim I.H., Sikorski, O’Reilly & Boxshall, 2013
- Boreoclausia recta Kim I.H., Sikorski, O’Reilly & Boxshall, 2013